# White Rabbit (chanson)

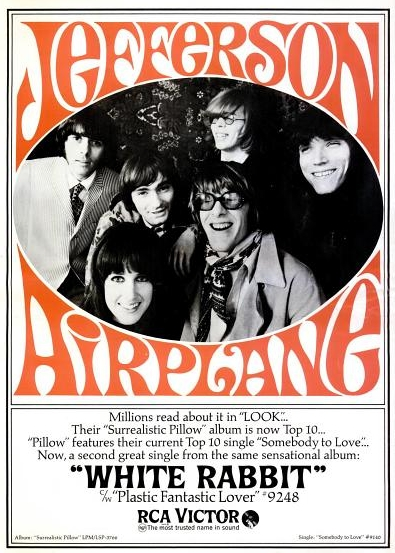
White rabbit

Pour les articles homonymes, voir White Rabbit.
Singles de Jefferson Airplane
Somebody to Love / She Has Funny Cars
(1967) Ballad of You and Me and Pooneil / Two Heads
(1967)
Pistes de Surrealistic Pillow
Embryonic Journey Plastic Fantastic Lover
White Rabbit est une chanson du groupe rock psychédélique Jefferson Airplane, parue en février 1967 sur leur album Surrealistic Pillow. Elle est également sortie en single qui atteint le 8e rang du Billboard Hot 100. La version originale est présente sur l'album Conspicious Only in Its Absence de The Great Society, dans une version de plus de six minutes. Composée par Grace Slick vers la fin 1965, début 1966, puis interprétée avec son groupe The Great Society en 1966, la chanteuse apporte ce titre ainsi que Somebody to Love au Jefferson Airplane.

## Thématique
La première version est enregistrée par The Great Society en 1966 lors d'un concert public, 'GREAT SOCIETY - LIVE AT THE MATRIX'.
Les paroles font référence à la drogue, plus particulièrement au LSD, et à ses effets hallucinogènes. Avec ses paroles énigmatiques, cette chanson fut l'une des premières abordant ce thème à ne pas être censurée par les stations de radios.
Rien qu'une pilule et tu grandis, rien qu'une, et te voilà petit
Celles que te donne ta mère n'ont aucun effet
Va, demande à Alice, lorsqu'elle mesure dix pieds de haut…
La chanson trace un parallèle entre un trip et le monde imaginaire de Lewis Carroll. Les références à Alice au pays des merveilles sont nombreuses, avec les mentions d'Alice, du lapin blanc (titre de la chanson), de la reine de cœur (Red Queen), du loir (dormouse), et de la chenille fumant le narguilé (hookah smoking caterpillar).
Lewis Carroll était par ailleurs assez populaire à cette époque : on trouve des références à son œuvre dans I Am the Walrus des Beatles, et il fut aussi une des sources d'inspiration de Syd Barrett et le premier album des Pink Floyd, The Piper at the Gates of Dawn, sorti la même année que Surrealistic Pillow.
Sur le site officiel de Jefferson Airplane, on peut lire que « Grace a toujours dit que White Rabbit était une gifle à l'attention des parents qui lisaient à leurs enfants des histoires comme Alice au pays des merveilles — où Alice utilise diverses substances pour se transformer — et qui ne comprenaient pas pourquoi leurs enfants grandissaient pour essayer des drogues. »

## Reprises
La chanson a été reprise les années suivantes par plusieurs artistes et de groupes :
- 1990 – par le duo David Diebold & Kim Cataluna[1]
- 2001 – par le groupe de musique industrielle Collide [2]
- 2004 – par le groupe de rock expérimental Blue Man Group avec un accompagnement vocal d'Esthero[3]
- 2006 – dans un remix de Fuzzion nommé Little Girl sur l'album Black Magic[4]

## Divers
White Rabbit a été utilisée comme thème dans plusieurs films. Des allusions à cette chanson ont également été faites dans les œuvres les plus diverses.
- Dans le film Platoon d'Oliver Stone, elle est jouée lors de la scène d'initiation aux paradis artificiels dans la Feel Good Cave, le repaire des soldats.
- Dans le film The Game de David Fincher, la scène où Nicholas (Michael Douglas) entre chez lui et découvre sa maison vandalisée avec cette chanson qui résonne dans toute la maison. La musique sert aussi de générique de fin du film.
- Dans le film Las Vegas Parano de Terry Gilliam, elle est jouée lors de la scène dans la chambre d'hôtel lorsque les deux personnages Raoul Duke et Dr Gonzo sont complètement défoncés et que Dr Gonzo dans le bain demande à Raoul de le tuer lors de la finale de la chanson en lançant la radio dans le bain.
- Elle sert de musique principale pour le jeu vidéo Battlefield Vietnam. Le jeu Red Faction II l'utilise aussi.
- Elle apparaît dans un épisode des Soprano lors d'une scène où Tony Soprano hésite à prendre plus de Prozac pour traiter ses attaques de panique, ainsi qu'à la fin de ce même épisode lorsqu'il prépare des glaces avec son fils.
- Dans l'épisode Hippie Hip Hourra ! des Simpsons (saison 10, épisode 6), on peut entendre la chanson lorsque Homer distribue sans le savoir un jus de fruit aux propriétés hallucinogènes à toute la ville de Springfield.
- Dans l'épisode « Papy fait de la contrebande » des Simpsons (saison 16, épisode 6) on peut entendre la chanson lorsque Homer et son père achètent des pilules au Canada.
- Dans l'épisode « Mona de l'au-delà » des Simpsons (saison 19, épisode 19), on peut entendre la chanson lorsque Marge brule un sac en cannabis.
- Dans le film Stoned (2005), la chanson peut être entendue lorsque Brian Jones prend du LSD pour la première fois.
- Dans le film Président (2006), la chanson accompagne la scène d'ouverture.
- On peut l'entendre dans le film CRAZY (2006), lors d'un repas de famille
- Dans la série télévisée Québécoise Fortier lorsque Mayrand porte une petite fille hors d'une église sous la garde de nombreux policiers armés (épisode 5 saison 2).
- Elle est utilisée dans la bande annonce du jeu vidéo Lost Odyssey.
- Elle fait l'introduction de la série Supernatural saison 2 épisode 10  (Hunted).
- Elle est utilisée dans le film La Vérité nue (Where the Truth Lies) d'Atom Egoyan, pendant le spectacle d'Alice au pays des merveilles, et après que l'héroïne a pris de la drogue et qu'elle couche avec l'actrice jouant Alice.
- Elle est utilisée dans la série Warehouse 13, Saison 1 (2009), Épisode 9 (Duped)
- Elle est utilisée dans l'épisode 1 de la saison 5 d'American Dad!(In country... club) alors que Stan et Steeve participent à une reconstitution de la guerre du Viêt Nam (référence à Platoon)
- Elle est utilisée aussi dans le jeu ShaunWhite Snowboarding édition Xbox 360. (2008)
- Elle est présente dans le film Sucker Punch de Zack Snyder réinterprété par Émilíana Torrini (2011)

- En 2013, une reprise par Mayssa Karaa apparait dans le film American Bluff de David O. Russell.
- La chanson apparaît également dans l'épisode 7 de la 3e saison "Drogue et désertion" de la série L'Enfer du Devoir.
- Elle est utilisée dans le dernier chapitre du mode campagne de Call of Duty : Black Ops 3 (2015).
- En 2016, la chanson apparait dans un épisode de la série télévisée Stranger Things diffusée en 2016.
- En 2017, la chanson apparait dans l'épisode 3 de la saison 1 de la série télévisée The Handmaid's Tale : La Servante écarlate lors de la scène de la manifestation. Elle apparaît également dans l’épisode 8 de la saison 1, lors de l’entrée dans la boîte de nuit.
- En 2018 en introduction  de l'épisode  2 de la saison 1 de la série  télévisée A Discovery of Witches
- En 2020 dans The Babysitter: Killer Queen vers 01:03:15 du film
- En Septembre 2021, la chanson est utilisée pour la première bande-annonce du film Matrix Resurrections. La référence avec le lapin blanc et les pilules y est présente
- De août à octobre 2022, la chanson version acapella est utilisée durant les pauses publicitaires des émissions de catch Monday Night RAW et Friday Night SmackDown. La salle était à chaque fois plongée dans le noir et faisait allusion au futur retour de la superstar Bray Wyatt.
- La chanson est utilisée comme générique de la série 1899 ainsi que dans la bande d'annonce.